# Cybocephalus pangi
Cybocephalus pangi là một loài bọ cánh cứng trong họ Cybocephalidae. Loài này được Yu & Tain miêu tả khoa học năm 1995.